# Georg Holzgethan
Georg Holzgethan (* 19. September 1799 in Wien; † 10. August 1860 ebenda) war ein österreichischer Verwaltungsjurist und Statistiker.

## Leben
Holzgethan studierte zunächst an der k. k. Franzens-Universität zu Lemberg und wurde dort zum Dr. phil. promoviert. Anschließend ging er an die Universität Wien, wo er das Studium der Rechtswissenschaft 1822 als Dr. iur. abschloss. 1823 wurde er in den Staatsdienst aufgenommen und 1839 zum Prokurator und wirklichen Gubernialrat befördert. 1829 brachte er sein, in wissenschaftlichen Kreisen anerkanntes Werk Theorie der Statistik heraus. Daneben bemühte er sich um einen Lehrstuhl an der Universität Lemberg. Dieser blieb ihm allerdings verwehrt. Trotzdem gelang es ihm nebenbei eine Laufbahn in der Universitätsverwaltung einzuschlagen. 
Holzgethan wurde zusätzlich zu seiner Tätigkeit als k.k. Kammerprokurator und wirklicher Gubernialrat 1833 Dekan der juridischen Fakultät der Lemberger Universität, wechselte 1834 auf den Posten des Direktors und Präses der Philosophischen Fakultät, den er bis 1838 innehatte und wurde schließlich im Studienjahr 1840/41 Rector magnificus der Universität. Allerdings war seine Verwaltungstätigkeit bei der einheimischen Bevölkerung wenig geschätzt.
Holzgethan konnte durch seine Tätigkeit in der Verwaltung von Galizien Verbindungen nach Wien knüpfen. Über Franz Seraph von Stadion kam er an den Obersten Gerichtshof in Wien. 1851 wurde er von Leo von Thun und Hohenstein in das k.k. Ministerium für Kultus und Unterricht geholt. Dort wurde er zunächst 1851 Sektionsrat und Leiter des neuerrichteten Departments für den griechisch-nichtunierten Kultus. 1853 erhielt er seine Ernennung zum Ministerialrat. Er soll die Thunsche Reform unterstützt haben.
Holzgethan wurde krankheitsbedingt 1860 in den Ruhestand versetzt und erhielt das Ritterkreuz des Österreichisch-kaiserlicher Leopold-Ordens. Kurz darauf verstarb er.
Der Ministerpräsident von Cisleithanien und Finanzminister von Österreich-Ungarn Ludwig Freiherr von Holzgethan war sein jüngerer Bruder.

## Schriften (Auswahl)
- Rechtsgeschichtliche Notizen über den gesetzlichen Zustand der Akatholiken in Galizien vor der Kundmachung des allgem. Toleranz-Patentes. In: Zeitschrift für österreichische Rechtsgelehrsamkeit, Jahrgang 1828, Heft I, S. 89–120.
- Theorie der Statistik, Mayer, Wien 1829.
- Kurze Betrachtungen über das Institut der österreichischen Staatsanwaltschaft als einer Aufsichtsbehörde. In: Zeitschrift für österreichische Rechtsgelehrsamkeit, Jahrgang 1840, Heft II, S. 261–295.
- Einige Worte über die Kammerprocuraturen als Aufsichtsbehörden. In: Zeitschrift für österreichische Rechtsgelehrsamkeit. Jahrgang 1844, Heft II, S. 325–349.